# Aksjomat wyboru

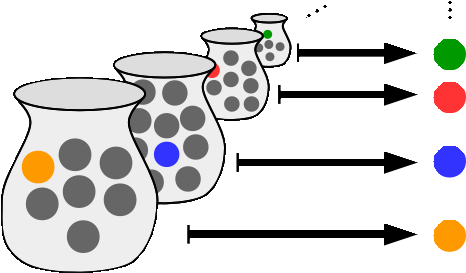
Dla każdej rodziny niepustych zbiorów (słoików) istnieje funkcja przypisująca elementom z tych zbiorów po jednym elemencie w pewnym zbiorze (słoiku)

(S_{i}) jest rodziną zbiorów indeksowaną za pomocą liczb rzeczywistych R, tzn. dla każdej liczby rzeczywistej i istnieje jakiś zbiór S_{i}; kilka takich zbiorów pokazano powyżej. Każdy taki zbiór posiada co najmniej jeden element, choć może ich mieć dowolnie wiele. Aksjomat wyboru pozwala dowolnie wybrać po jednym elemencie z każdego zbioru, aby utworzyć rodzinę elementów (x_{i}) indeksowanych liczbami rzeczywistymi, gdzie x_{i} wybrano z S_{i}. W ogólności rodzina może być indeksowana liczbami należącymi do dowolnego zbioru I, niekoniecznie do R.

Aksjomat wyboru, pewnik wyboru, AC (od ang. axiom of choice) – aksjomat teorii mnogości gwarantujący istnienie zbioru zawierającego dokładnie po jednym elemencie z każdego zbioru należącego do danej rodziny niepustych zbiorów rozłącznych. Postulowany zbiór jest nazywany selektorem.
Aksjomat AC jest niezależny od powszechnie przyjmowanych aksjomatów Zermela-Fraenkla (ZF). Teorie mnogości oparte na aksjomatach ZF oraz aksjomat AC oznacza się zwykle skrótem ZFC. Można również rozważać teorie mnogości oparte na ZF, w których przyjęto negację AC.
Większość matematyków uznaje i stosuje AC, jednak w dowodach twierdzeń zazwyczaj wyraźnie zaznacza się, gdy zakłada się AC. Dowody te nazywa się nieefektywnymi; zwykle są one także niekonstruktywne, gdy mówią jedynie o istnieniu danego obiektu, jednak nie wskazują go (nie podają konstrukcji; por. intuicjonizm).
W przypadku rodzin zbiorów skończonych aksjomat wyboru jest trywialny (tzn. wynika z innych aksjomatów). W przypadku rodzin zbiorów nieskończonych aksjomat AC również wydaje się intuicyjny, jednak jego konsekwencje bywają zaskakujące. Na przykład Stefan Banach i Alfred Tarski korzystając z AC udowodnili twierdzenie o paradoksalnym rozkładzie kuli (kulę z trójwymiarowej przestrzeni euklidesowej można rozłożyć na sześć części, a następnie z tych części można złożyć, korzystając wyłącznie z obrotów i przesunięć, dwie kule identyczne jak kula wyjściowa).

## Definicja formalna
Aksjomat wyboru podawany jest zwykle w następującej postaci:
Dla każdej rodziny {\displaystyle {\mathcal {S}}} niepustych zbiorów parami rozłącznych istnieje zbiór {\displaystyle V} (tzw. selektor), do którego należy dokładnie po jednym elemencie z każdego ze zbiorów należących do rodziny {\displaystyle {\mathcal {S}}}
{\displaystyle \forall _{\mathcal {S}}{\Big \{}{\big [}\forall _{X\in \,{\mathcal {S}}}X\neq \varnothing {\big ]}\!\land \!{\big [}\forall _{X,Y\in \,{\mathcal {S}}}\,(X\neq Y\Rightarrow X\cap Y=\varnothing ){\big ]}}{\displaystyle \Rightarrow \exists _{V}\forall _{X\in \,{\mathcal {S}}}\,\exists _{x}{\big (}X\cap V=\{x\}{\big )}{\Big \}}}
Czasami alternatywnie używa się równoważnej postaci aksjomatu wyboru:
Dla każdej rodziny {\displaystyle {\mathcal {S}}} zbiorów niepustych istnieje jej funkcja wyboru, to znaczy funkcja {\displaystyle f:{\mathcal {S}}\to \bigcup {\mathcal {S}}} spełniająca dla każdego {\displaystyle A\in {\mathcal {S}}} warunek {\displaystyle f(A)\in A}
{\displaystyle \forall _{\mathcal {S}}\left[\varnothing \notin {\mathcal {S}}\Rightarrow \exists _{f:{\mathcal {S}}\to \bigcup {\mathcal {S}}}\ \forall _{A\in {\mathcal {S}}}f(A)\in A\right]}

## Twierdzenia równoważne
Wśród ważnych twierdzeń równoważnych aksjomatowi wyboru można wymienić następujące wyniki teorii mnogości:
- twierdzenie Tarskiego: Iloczyn kartezjański dowolnej rodziny zbiorów niepustych jest niepusty.
Elementami iloczynu kartezjańskiego rodziny niepustych zbiorów {\displaystyle {\mathcal {S}}=\{S_{i}\colon i\in I\}} są wszystkie funkcje {\displaystyle f\colon I\to \bigcup S_{i}} spełniające warunek {\displaystyle f(i)\in S_{i}} dla każdego {\displaystyle i\in I,} gdzie {\displaystyle I} jest ustalonym zbiorem indeksów. Teza twierdzenia Tarskiego brzmi: istnieje chociaż jedna taka funkcja {\displaystyle f.}
- twierdzenie Hessenberga: Każdy zbiór nieskończony jest równoliczny ze swoim kwadratem kartezjańskim, tj. {\displaystyle |A|=|A\times A|.}
- prawo trychotomii: Dla dowolnych zbiorów {\displaystyle A,B} zachodzi {\displaystyle |A|=|B|} albo {\displaystyle |A|>|B|,} albo {\displaystyle |A|<|B|.}
- twierdzenie Königa: Jeśli dla dowolnych liczb kardynalnych {\displaystyle {\mathfrak {m}}_{i},{\mathfrak {n}}_{i}} spełniona jest nierówność {\displaystyle {\mathfrak {m}}_{i}<{\mathfrak {n}}_{i},} to {\displaystyle \sum {\mathfrak {m}}_{i}<\prod {\mathfrak {n}}_{i},} gdzie {\displaystyle i} przebiega zbiór indeksów {\displaystyle I.}
- lemat Teichmüllera-Tukeya: Niech {\displaystyle W} będzie własnością skończonego typu, mogącą przysługiwać podzbiorom pewnego zbioru {\displaystyle A;} każdy podzbiór tego zbioru mający wspomnianą własność jest zawarty w maksymalnym (ze względu na zawieranie) podzbiorze {\displaystyle A} mającym własność {\displaystyle W.}
- twierdzenie Zermela: każdy zbiór można dobrze uporządkować.
- lemat Kuratowskiego-Zorna: w dowolnym niepustym zbiorze częściowo uporządkowanym, w którym każdy podzbiór liniowo uporządkowany ma ograniczenie górne, istnieje (co najmniej jeden) element maksymalny;
- twierdzenie Hausdorffa o łańcuchu maksymalnym: każdy niepusty zbiór częściowo uporządkowany zawiera maksymalny (w sensie zawierania) podzbiór liniowo uporządkowany.

## Twierdzenia słabsze
Czasami matematycy asekurując się przed paradoksalnymi następstwami zakładania aksjomatu wyboru ograniczają się do jego słabszych, nierównoważnych wersji. W wielu zastosowaniach są one wystarczające i, nierzadko, wygodniejsze. Część z nich jest podobna do samego aksjomatu wyboru: niektóre ograniczają tylko rozważane rodziny niepustych zbiorów, np. do skończonych (ACF), inne zakładają z kolei, że funkcja wyboru wybiera podzbiór każdego danego niepustego zbioru zamiast elementu.
- Zasada wyboru (SP od ang. selection principle)
Dla każdego zbioru {\displaystyle X} istnieje funkcja przyporządkowująca każdemu, co najmniej dwuelementowemu podzbiorowi zbioru {\displaystyle X} pewien niepusty, właściwy podzbiór zbioru {\displaystyle X.}

- Aksjomat wyboru dla zbiorów dających się dobrze uporządkować (ACWO, od ang. axiom of choice for well orderable sets)
Dla każdego zbioru {\displaystyle X} istnieje funkcja przyporządkowująca dokładnie jeden element {\displaystyle x\in X} każdemu niepustemu podzbiorowi zbioru {\displaystyle X} dającemu się dobrze uporządkować.

- Aksjomat wyboru dla zbiorów skończonych (ACF, od ang. axiom of choice for finite sets)
Dla każdego zbioru {\displaystyle X} istnieje funkcja przyporządkowująca dokładnie jeden element {\displaystyle x\in X} każdemu niepustemu, skończonemu podzbiorowi zbioru {\displaystyle X.}

- Aksjomat wyboru dla zbiorów n-elementowych (Cn, od ang. axiom of choice for finite sets of n elements)
Dla każdego zbioru {\displaystyle X} istnieje funkcja wybierająca po jednym elemencie z każdego {\displaystyle n}-elementowego podzbioru zbioru {\displaystyle X.}

- Przeliczalny aksjomat wyboru (CAC, od ang. countable axiom of choice, albo ACω)
Dla każdej przeliczalnej rodziny zbiorów istnieje funkcja wyboru.

Inne wersje wynikają z aksjomatu wyboru, ale mają całkowicie od niego odmienną postać:
- aksjomat liniowego uporządkowania (OP, od ang. ordering principle)
Każdy zbiór da się uporządkować liniowo.

- Aksjomat podziału[a] (PP, od ang. partition principle)
Każdy zbiór nieskończony da się podzielić na dwa nieskończone, rozłączne zbiory.

- Zasada wyborów zależnych[b] (PDC, od ang. principle of dependent choices, albo DC)
Jeśli {\displaystyle R\subseteq X\times X} jest taką relacją na niepustym zbiorze {\displaystyle X,} że dla dowolnego {\displaystyle x} istnieje {\displaystyle y} spełniający {\displaystyle xRy,} to istnieje ciąg {\displaystyle (x_{n})\subseteq X,} dla którego {\displaystyle x_{i}Rx_{i+1}} dla {\displaystyle i\in \mathbb {N} .}

- Twierdzenie o ideale pierwszym[c] (BPI, od ang. Boolean prime ideal theorem)
Na każdej algebrze Boole’a istnieje ultrafiltr.

Prawdziwe są następujące ciągi implikacji:
AC ⇒ PDC ⇒ CAC
AC ⇒ SP ⇒ OP ⇒ ACF ⇒ ∀n Cn ⇒ Cm ⇒ PP
AC ⇒ BPI ⇒ OP
AC ⇒ ACWO ⇒ ACF

## Przykłady zastosowań aksjomatu
Aksjomat wyboru (często w postaci lematu Kuratowskiego-Zorna) pojawia się w dowodach różnych wyników spoza teorii mnogości, choć często potrzebna jest jedynie jego słabsza wersja, na przykład:
- analiza matematyczna – równoważność definicji ciągłości funkcji według Cauchy’ego i Heinego[d]
- teoria pierścieni – twierdzenie Krulla: każdy pierścień z jedynką ma ideał maksymalny (każdy ideał zawarty jest w pewnym ideale maksymalnym)
- algebra liniowa – twierdzenie Hamela: każda przestrzeń liniowa ma bazę (Hamela)
- algebra uniwersalna – twierdzenie Steiniza: każde ciało ma domknięcie algebraiczne[e]
- analiza funkcjonalna – twierdzenie Hahna-Banacha[f] oraz twierdzenie Krejna-Milmana[g]
- topologia – twierdzenie Tichonowa: produkt przestrzeni zwartych jest zwarty[h].